# Mogi das Cruzes
Mogi das Cruzes es un municipio brasileño del estado de São Paulo, en la región del Gran São Paulo, a una distancia de aproximadamente 45 km del centro de São Paulo, con una población de 612.127 habitantes (estimada IBGE/2006). Después de la capital, Mogi das Cruzes es el mayor municipio, con respecto a su superficie, con 725,4 km². Tiene una densidad demográfica de 587,50 hab/km². Fue fundado en el año 1560, y adquirió el estatus de ciudad en 1865. Es la ciudad natal de los futbolistas brasileños Neymar, Felipe Monteiro y Maikon Leite.